# Zatoka Rijecka
Zatoka Rijecka (chorw. Riječki zaljev) – zatoka w Chorwacji, część Morza Adriatyckiego i zatoki Kvarner.

## Opis
Na zachodzie graniczy z półwyspem Istria, a na północy z miastem Rijeka. Zajmuje powierzchnię 450 km². Maksymalna głębokość wynosi 67 m. Wschodnią częścią zatoki jest Bakarski zaljev.
Poprzez cieśninę Srednja vrata połączona jest z Kvarnericiem, poprzez cieśninę Vela vrata z Kvarnerem (w znaczeniu węższym – częścią położoną pomiędzy Istrią a wyspą Cres), poprzez Vinodolski kanal z Kanałem Welebickim. Średnie zasolenie wynosi 37,5‰. Dominującymi wiatrami są bora i jugo.
Wzdłuż brzegów Zatoki Rijeckiej leży wiele miejscowości turystycznych: Opatija, Lovran, Mošćenička Draga, Ika, Ičići i Medveja (na Istrii), Kraljevica (aglomeracja rijecka) oraz Malinska, Njivice i Omišalj (wyspa Krk). Największe porty morskie funkcjonują w Rijece, Kostrenie, Bakarze, Omišalju i Kraljevicy.